# Walter Esser

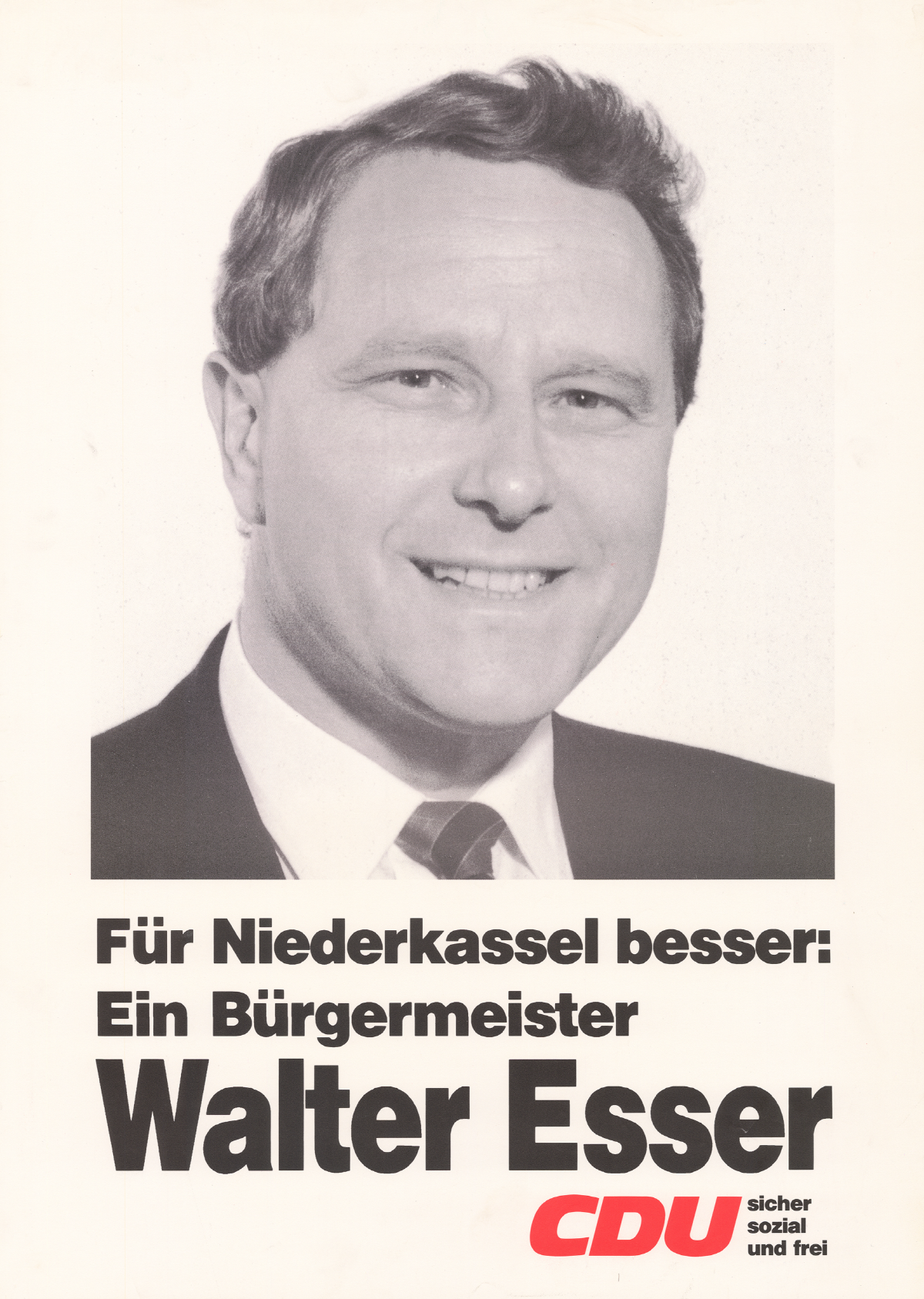
Wahlplakat für Walter Esser

Walter Esser (* 1944) war  von 1999 bis 2009 erster hauptamtlicher Bürgermeister der Stadt Niederkassel, nachdem er zuvor bereits zehn Jahre ehrenamtlicher Bürgermeister gewesen war.

## Kommunalpolitik
Esser war seit 1979 für die CDU Ratsmitglied der Stadt Niederkassel. Seiner Ausbildung entsprechend war Esser im Rat der Stadt schwerpunktmäßig im Jugendhilfeausschuss und im Schulausschuss gesetzt, dessen Vorsitz er von 1983 bis 1989 innehatte. Von 1989 bis 1999 war er bereits zehn Jahre lang ehrenamtlicher Bürgermeister Niederkassels. Anschließend wurde er in Niederkassel der erste hauptamtliche Bürgermeister nach dem Wegfall der so genannten Doppelspitze, bestehend aus ehrenamtlichem Bürgermeister als Repräsentanten und Stadtdirektor als Chef der Verwaltung. Der hauptamtliche Bürgermeister vereint diese beiden Aufgabenbereiche seit 1999 in einer Person.
Bei der Kommunalwahl am 26. September 2004 wurde er mit 61,4 Prozent der Stimmen in seinem Amt bestätigt. Fünf Jahre zuvor war er mit 61,7 Prozent der Stimmen erstmals zum hauptamtlichen Bürgermeister gewählt worden. Zu seinem Nachfolger wurde 2009 Stephan Vehreschild (CDU) gewählt.

## Privates
Walter Esser ist verheiratet und hat zwei Kinder. Er ist bekennender Katholik. Vor seiner Wahl zum Bürgermeister ging er seinem Beruf als Grund- und Hauptschullehrer, näherhin als Rektor an der katholischen Grundschule in Rheidt nach.
Im Bürgerverein für Lülsdorf und Ranzel sowie im Junggesellenverein Eintracht Lülsdorf war Esser Gründungsmitglied und übernahm Vorstandsaufgaben. Weiterhin ist Esser seit 20 Jahren Vorsitzender des örtlichen Roten Kreuzes. Dort setzte er sich für den Auf- und Ausbau des Sanitäts- und Rettungsdienstes, des Technischen Dienstes und der Wasserwacht ein. Auch die Gründung der DRK-Altentagesstätte ist auf Essers Initiative zurückzuführen.

## Ehrungen
- 2007: Bundesverdienstkreuz am Bande